# Cristián Luis Casimiro de Sayn-Wittgenstein-Ludwigsburg
El Conde Cristián Luis Casimiro de Sayn-Wittgenstein-Ludwigsburg (en alemán: Graf Christian Ludwig Casimir zu Sayn-Wittgenstein-Berleburg in Ludwigsburg; 13 de julio de 1725, Berleburg - 6 de mayo de 1797, Rheda) fue Conde de Sayn-Wittgenstein-Ludwigsburg entre 1750-1796.

## Biografía
Era el hijo del Conde Luis Francisco de Sayn-Wittgenstein-Ludwigsburg y de su esposa, la Condesa Elena Emilia de Solms-Baruth. Cristián Luis Casimiro sirvió como oficial en el ejército de Hesse (en el Regimiento "Waldenheimische" para el Landgrave Guillermo VIII de Hesse-Kassel), tomó parte en la Guerra de Sucesión Austriaca (en el Ejército Pragmático como ayudante de campo del Mariscal británico Barón Howard de Walden) y fue tomado cautivo en Kolberg como General del Ejército Prusiano en 1761 durante la Guerra de los Siete Años y trasladado al Imperio ruso.
Como a muchos oficiales alemanes se le ofreció una comisión por el monarca ruso Pedro III (él mismo de origen alemán) para entrar en el Ejército Imperial Ruso en 1762. 
Su última guerra fue la campaña ruso-turca de 1769. Al mando de una brigada del 2º Ejército del Conde Panin intentó capturar la ciudad de Bendery pero, en ausencia de artillería pesada, no tuvo éxito. Después de ser transferido al 1º Ejército, procedió a no tomar parte en la campaña de 1770. Ese mismo año renunció a su comisión, lo que le fue concedido y al mismo tiempo fue ascendido (promoción habitual para los retiros de alta pensión) a teniente-general (general-poruchik).

## Familia
Contrajo matrimonio por dos veces. Por primera vez, el 13 de julio de 1763 con la Condesa Amalie Ludowika Finck von Finckenstein. Por segunda vez, el 14 de febrero de 1774 con la Princesa Ana Petrovna Dolgorukova. Todos sus siete hijos, incluyendo Luis Adolfo Pedro, Príncipe de Wittgenstein, vinieron de su primer matrimonio.